# Lamawan (köpinghuvudort i Kina, Inner Mongolia Autonomous Region, lat 40,08, long 111,38)
Lamawan är en köpinghuvudort i Kina. Den ligger i den autonoma regionen Inre Mongoliet, i den norra delen av landet, omkring 85 kilometer söder om regionhuvudstaden Hohhot. Antalet invånare är 15 732. Befolkningen består av 7 602 kvinnor och 8 130 män. Barn under 15 år utgör 21,0 %, vuxna 15-64 år 71 %, och äldre över 65 år 6,0 %.
Runt Lamawan är det ganska glesbefolkat, med 48 invånare per kvadratkilometer. Det finns inga andra samhällen i närheten. Trakten runt Lamawan består i huvudsak av gräsmarker.
Genomsnittlig årsnederbörd är 630 millimeter. Den regnigaste månaden är juli, med i genomsnitt 178 mm nederbörd, och den torraste är januari, med 3 mm nederbörd.